# Seegrotte
Seegrotte (něm., v překladu jezerní jeskyně) je bývalý sádrovcový důl s největším podzemním jezerem v Evropě, který se nalézá u obce Hinterbrühl v Dolních Rakousech. Během druhé světové války zde byla umístěna tajná továrna, ve které vězni z koncentračního tábora Mauthausen vyráběli proudové stíhačky Heinkel He 162.
Důl je přístupný veřejnosti. Hlavním lákadlem je plavba na loďce po podzemním jezeře.

## Těžba, tajná nacistická továrna
V dolu se od roku 1848 těžil sádrovec. K zaplavení spodního patra dolu došlo v roce 1912 během odstřelu skály, kdy sem z podzemního pramene nateklo okolo 20 milionů litrů vody. Zaplaveno bylo 6200 m². Po této nehodě byl důl na dlouhou dobu uzavřen. Ve 30. letech 20. století důl znovuobjevil mezinárodní tým speleologů, kteří se zasadili o jeho zpřístupnění veřejnosti.
Po anšlusu Rakouska nacistickým Německem byla Seegrotte zabavena armádou. 4. srpna 1943 byla v Hinterbrühlu (naproti vchodu do dolu v dnešní ulici Johannesstrasse) zřízena pobočka koncentračního tábora Mauthausen, do kterého bylo přesunuto několik set politických vězňů z celé Evropy. V Seegrotte pak vyráběli součástky pro německá vojenská letadla, která produkoval koncern Heinkel (mimo jiné pro motor BMW 003). Na přelomu let 1944 a 1945 zde byla spuštěna výroba proudové stíhačky He 162. Pracovní doba byla 12hodinová, hotové stíhačky byly převáženy na nedaleké letiště ve Schwechatu. Podle některých pramenů zde také byly vyráběny komponenty pro raketu V-2.
Na samém konci války rozhodlo vedení mateřského tábora o stažení vězňů zpět do Mauthausenu. 51 vězňů, kteří znali důležitá tajemství z výroby, bylo ještě přes transportem zavražděno pomocí injekcí s benzínem nebo byli uškrceni příslušníky SS. Následný 200kilometrový pochod smrti, kterého se účastnilo 1884 osob, nepřežilo 204 vězňů, dalších 56 během cesty uteklo. V roce 1988 byl nad podzemním jezerem odhalen pomník 51 obětem masakru, který byl v dalších letech několikrát poničen.
Po osvobození této části Rakouska sovětskou armádou byla továrna zničena.

## Sály
Během prohlídky lze vidět odpočinkovou místnost pro horníky, kde se udržovala nejvyšší teplota v celém dolu (12 stupňů oproti 9 stupňům, které jsou ve zbytku komplexu), stáje pro koně, modrou tůň, kapli sv. Barbory s pomníkem umučených vězňů z let 1944–1945, velký sál využívaný jako koncertní místnost a výklenek se zbytky letounu He 162.

## Zajímavost
V roce 1993 v dolu natočila americká společnost Walt Disney film Tři mušketýři. Režisérem byl Stephen Herek, v hlavních rolích hráli Chris O'Donnell, Kiefer Sutherland a Charlie Sheen. Některé rekvizity – mj. loď na podzemním jezeře, jsou dodnes na svém místě.

## Fotogalerie

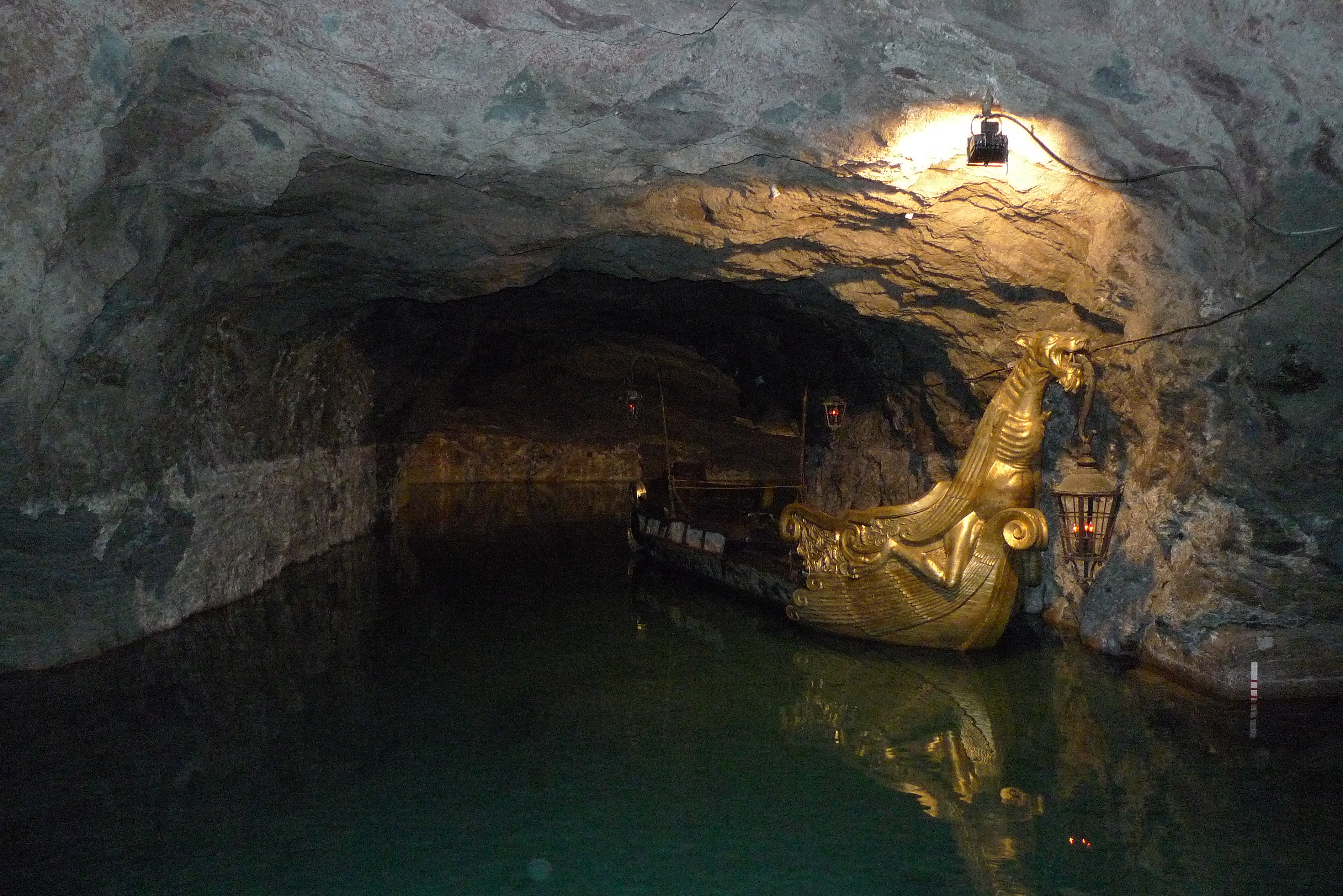
Seegrotte s kulisou z filmu Tři mušketýři
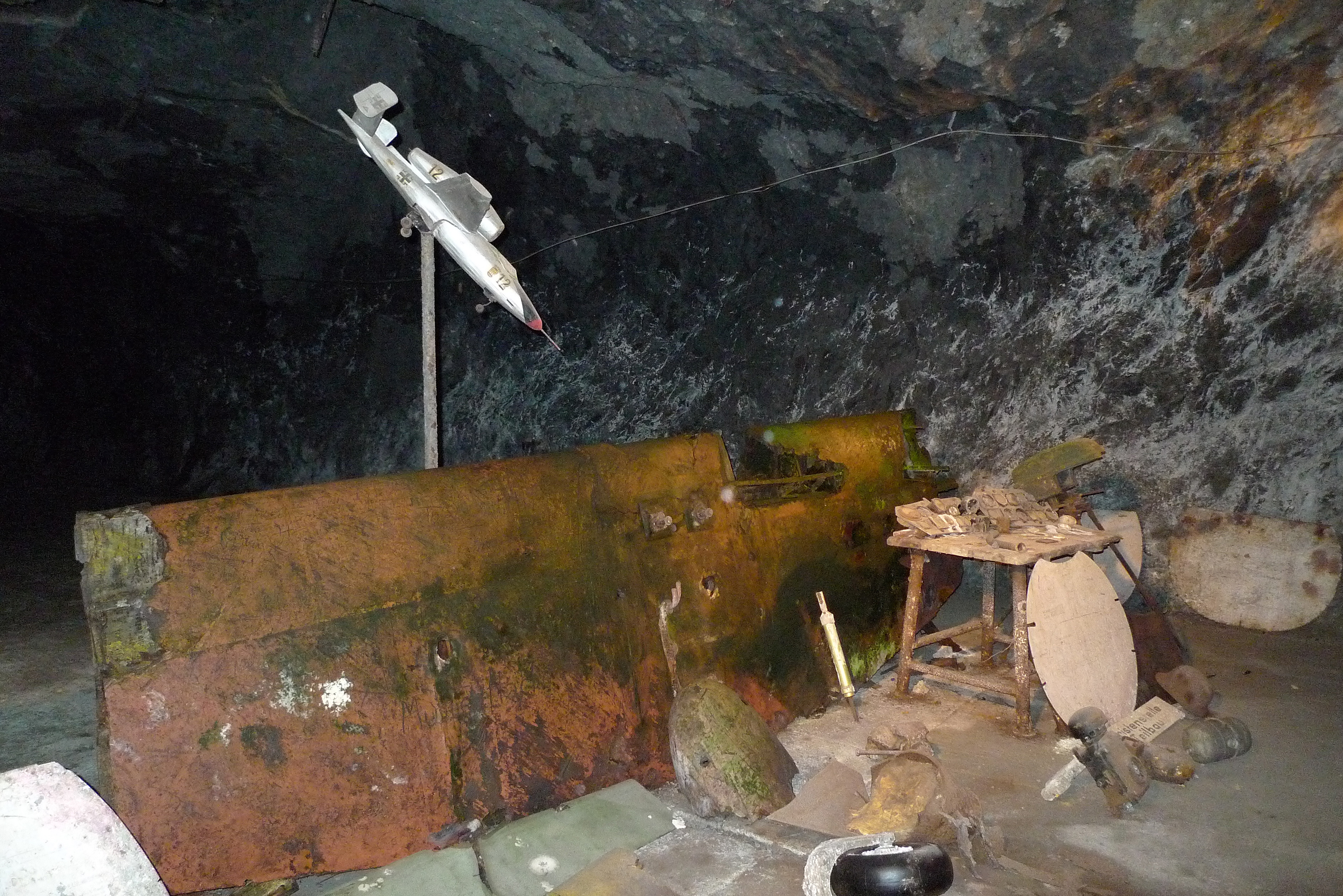
Zbytek letadla He 162
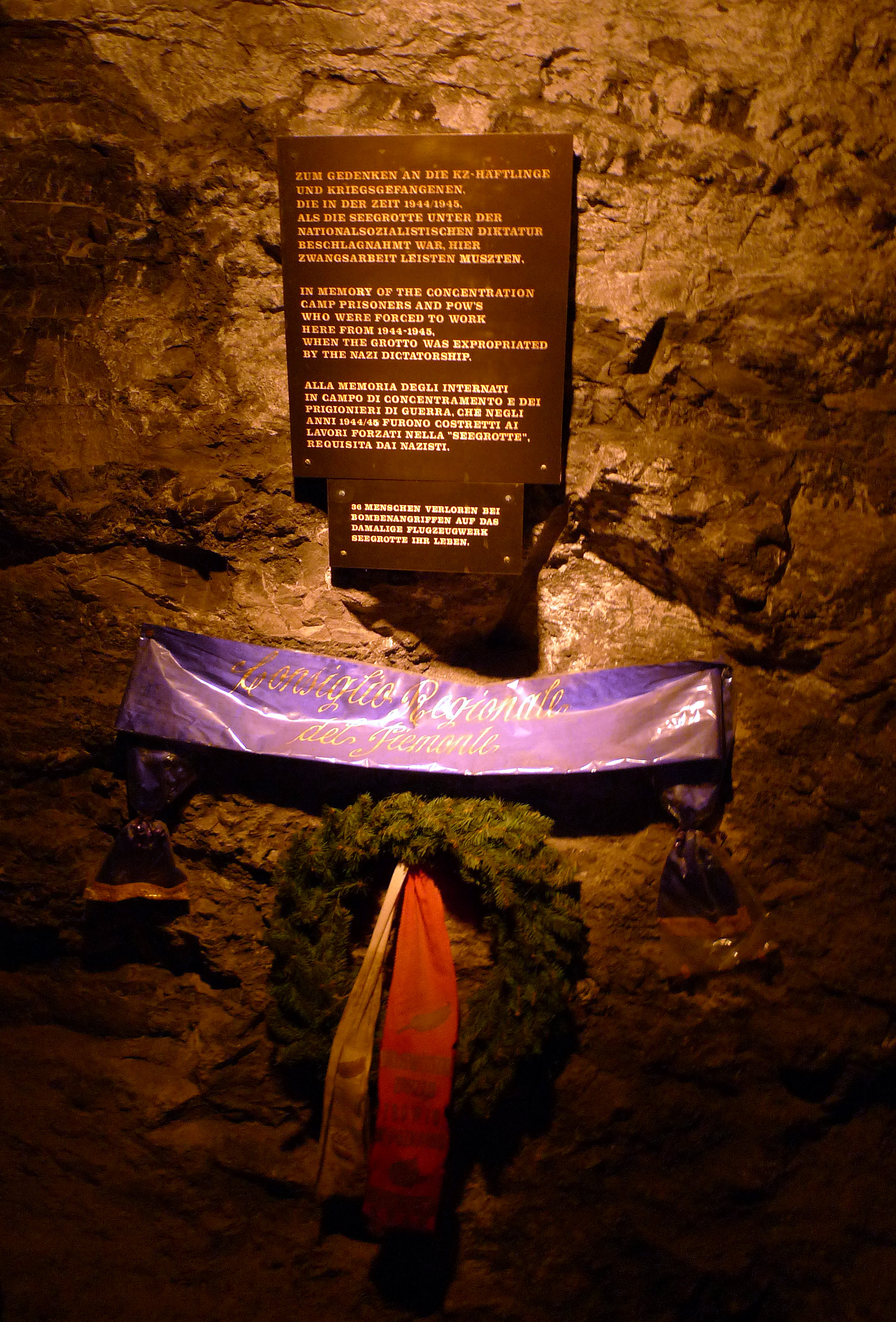
Pomník umučeným vězňům